# Crepis vesicaria
Crepis vesicaria es una especie de planta herbácea del género Crepis en la familia de las Asteraceae.

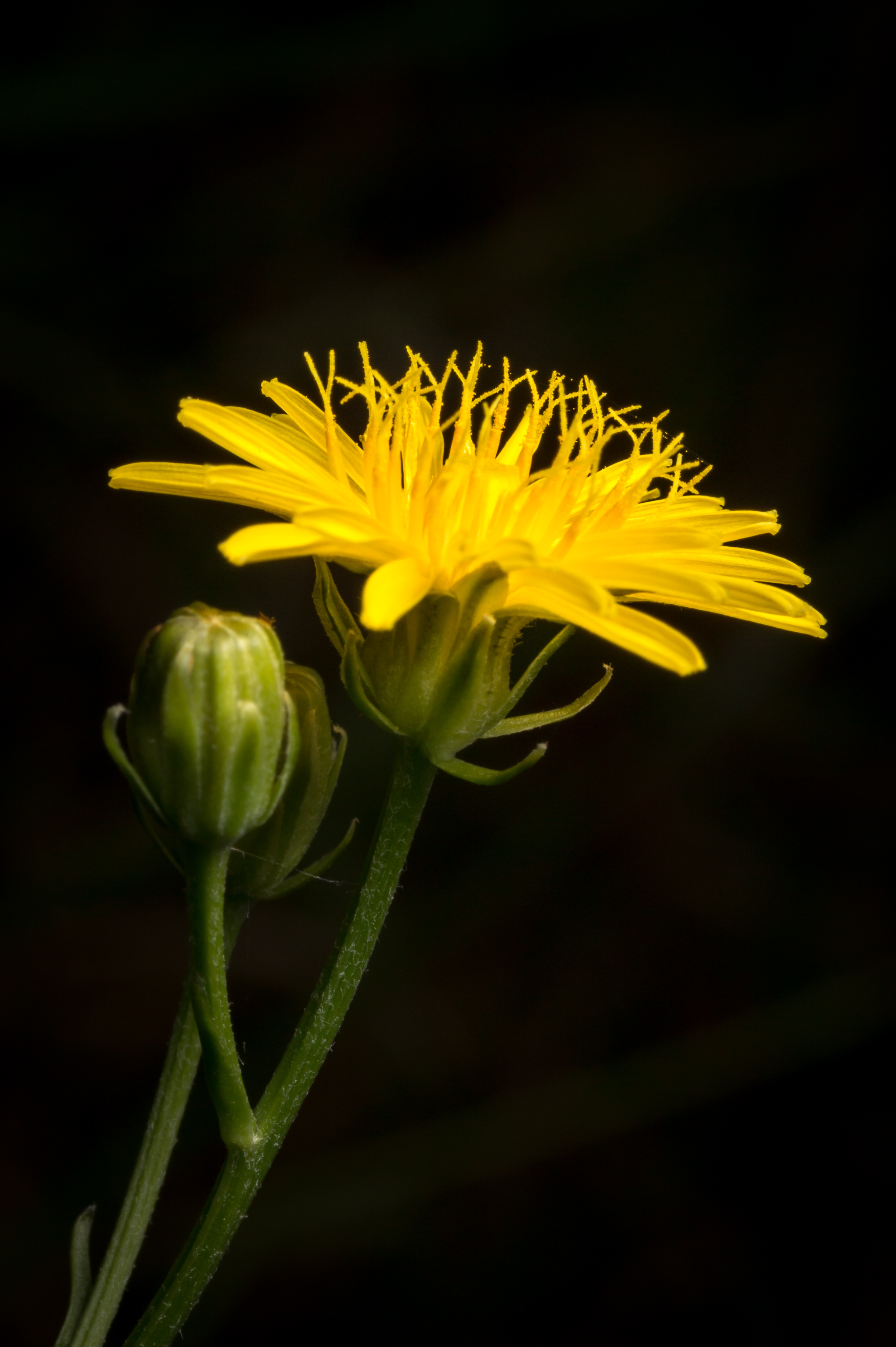
Capítulo en antesis y otro en preantesis

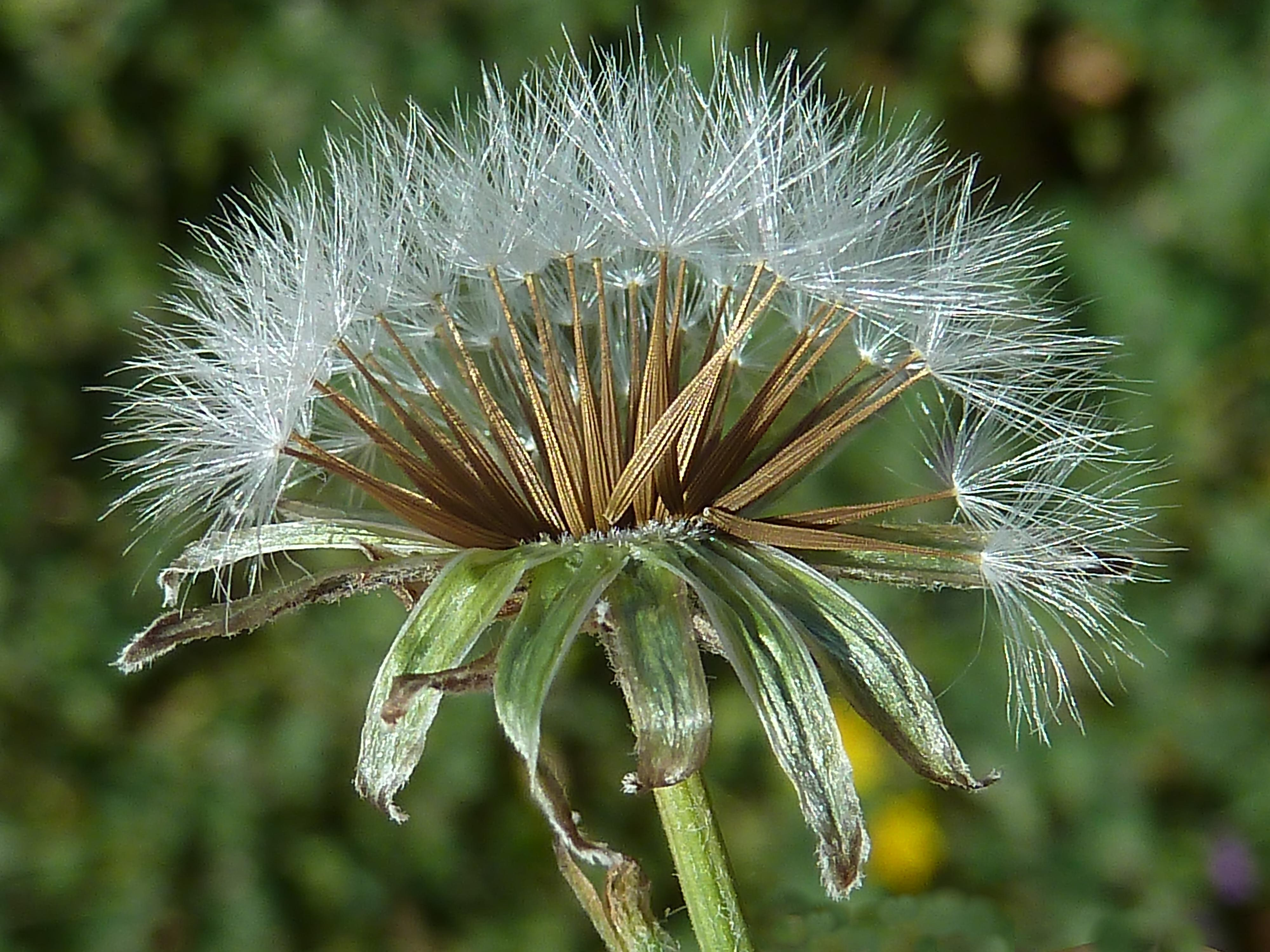
Capítulo en fructificación

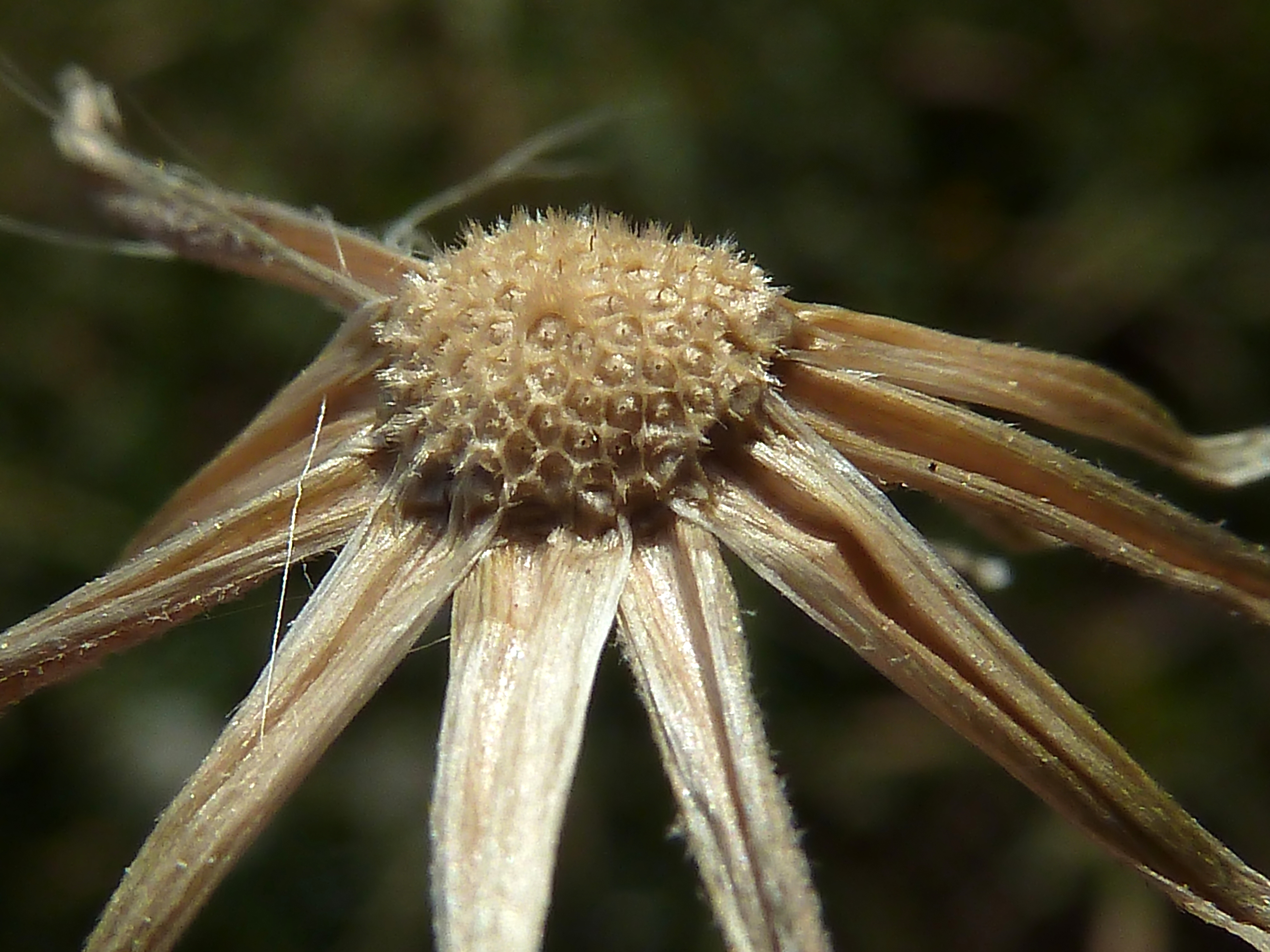
Receptáculo alveolado

## Descripción
Es una especie anual, bienal o perenne, de hasta 1,20m de altura y de raíz pivotante. El tallo, erguido a arqueado o decumbentes, es más o menos surcado y generalmente muy ramificado, glabro a híspido y/o tomentoso y con pelos glandulares negros. Las hojas son esencialmente basales, pero también caulinares; las de la roseta basal son pecioladas, de limbo oblanceolado a ovado con márgenes pinnados (con el lóbulo apical grande) a dentados, y de superficies hirsutas o glabras; las caulinares más o menos sentadas y de morfología bastante parecida. Los capítulos, en número de 10 a 20 y organizados en corimbos laxos, tienen el involucro campamulado con 5-12 bráctea externas pequeñas (3-4mm), glabras, ovadas a lineal-lanceoladas, usualmente glandulares y más o menos reflejas en la fructificación. Las internas, en número de 7-16, son lanceoladas, de 10-12 mm de largo, con ápices, obtusos o agudos, algo ciliados, la cara abaxial tomentosa y a menudo con glándulas negras. Rodean un receptáculo con alveolas penta/hexagonales de bordes fibrosos,  sin páleas. Hay unas 50-70 lígulas de color amarillo con una banda rojiza, más o menos alargada, en el envés. Las cipselas, homomórfas o dimorfas, de forma fusiforme y de 4-9 mm de largo, son de color marrón pálido o amarillento, con ápices progresivamente atenuados en pico de 2-5 mm y con 10 costillas finas, generalmente finamente tuberculadas, mientras el vilano, está constituido por finas cerdas barbeledas blancas caducas.

## Distribución geográfica
Es una especie nativa de Macaronesia, la Cuenca mediterránea y parte de Europa occidental y central. Introducida en Australia y el continente americano. Sus taxones infraespecíficos son generalmente endemismos muy locales o, incluso, insulares.

## Taxonomía
Crepis vesicaria fue descrita por Linneo y publicado en Species Plantarum, vol. 2, p. 805, en 1753.
Etimología
- Crepis: prestado del latín crēpis, -ǐdis, zapatilla/sandalia, prestado a su vez del griego χρηπίς, con el mismo sentido, posiblemente en referencia a la forma del fruto. Ya usado por Plinio el Viejo en su Historia Naturalis, (21, 99)[6][7]
- vesicaria: del latín Vēsícārǐus, -a, -um, referente a la vejiga, vesícula, probablemente por ciertos elementos glandulares de sus órganos (pedúnculos, brácteas involucrales,..[7][8]

## Citología
Número de cromosomas: 2n=8/16.

## Taxones infraespecíficos aceptados
- Crepis vesicaria subsp. andryaloides (Lowe) Babc. - endemismo de Madeira.
- Crepis vesicaria subsp. bivonana (Soldano & F.Conti) Giardina & Raimondo - endemismo de Sicilia.
- Crepis vesicaria subsp. congenita Babc. - endemismo de las Alpujarras (España).
- Crepis vesicaria subsp. hyemalis (Biv.) Babc. - endemismo de Italia continental, Sicilia y Cerdeña.
- Crepis vesicaria subsp. myriocephala (Batt.) Babc. - endemismo de Marruecos y, Argelia; introducida en Francia.
- Crepis vesicaria subsp. proleptica Babc. - endemismo de Marruecos.
- Crepis vesicaria subsp. stellata (Ball) Babc. - endemismo de África del Norte; introducida en Córcega.
- Crepis vesicaria subsp. taraxacifolia (Thuill.) Thell. - Cuenca mediterránea hasta Europa central; introducida en Irlanda, Córcega, Canadá, Suramérica y Australia. Sería el único taxón presente en la mayor parte España; los otros dos citados —la subespecie nominal C. vesicaria subsp. vesicaria es dudosa y C. vesicaria subsp. congenita es un endemismo puntual de los alrededores de Granada y Sierra Nevada—.[10][2][9]

Sinonimia
- Barkhausia hiemalis Spreng.
- Barkhausia leucorhodia Rchb.
- Barkhausia macrophylla (Desf.) Spreng.
- Barkhausia raphanifolia Spreng.
- Barkhausia scariosa (Willd.) Rchb.
- Barkhausia taraxacoides Rchb.
- Barkhausia vesicaria (L.) Spreng.
- Crepis bicolor Rchb.
- Crepis hiemalis Biv.
- Crepis macrophylla Desf.
- Crepis muricata Viv. ex Coss. nom. illeg., non Vitman, nec Sm., nec Gilib.
- Crepis raphanifolia Willd.
- Crepis raphanifolia Hornem.
- Crepis scariosa Willd.
- Crepis taraxacifolia Willd. nom. illeg.
- Crepis taraxacifolia var. aïssae Hochr.
- Crepis taraxacifolia subsp. vesicaria (L.) Batt.
- Crepis taraxacoides Desf.
- Crepis vesicaria subsp. euvesicaria Maire in Jahandiez & Maire, nom. inval.
- Crepis vesicaria var. longiseta Maire
- Crepis vesicaria var. pectinata (Willk.) Maire
- Crepis vesicaria var. ramosissima Maire
- Crepis vesicaria var. recognita (Hallier f.) Maire
- Crepis vesicaria var. vesicaria
- Crepis vesicaria subsp. vesicaria
- Hieracioides vesicarium (L.) Kuntze
- Lagoseris raphanifolia (Willd.) Link
- Lagoseris taraxacoides Rchb.[10][2]

## Nombre común
- Castellano: achicoria (6), achicoria de carnizuelo, achicorias, almirón, aujera, camarroja, chicorias, escoba de cabecina, escoba de hojera (2), flor de achicoria, jamargos, jaramago, lecherina (2), mayos, ternillo. Las cifras entre paréntesis indican la frecuencia del vocablo en España.[9]